# Wehl vasútállomás
Wehl vasútállomás vasútállomás Hollandiában, Doetinchem városában.

## Vasútvonalak
Az állomást az alábbi vasútvonalak érintik:
- Winterswijk-Zevenaar-vasútvonal

## Kapcsolódó állomások
A vasútállomáshoz az alábbi állomások vannak a legközelebb:
- Didam vasútállomás (1885. július 15. – 1890. október 15., Winterswijk-Zevenaar-vasútvonal, nyugat)
- Doetinchem De Huet vasútállomás (1985. június 2. – , kelet, Winterswijk-Zevenaar-vasútvonal)
- Doetinchem West railway station (1885. július 15. – 1985. június 2., Winterswijk-Zevenaar-vasútvonal, kelet)
- Stillewald Halt (1890. október 15. – 1892. december 1., Winterswijk-Zevenaar-vasútvonal, nyugat)